# Graciosa
Graciosa Island (portugesisk udtale: [ɡɾɐsiˈɔzɐ] ) (bogstaveligt talt "yndefuld" eller "fortryllende" på portugisisk) omtales som den hvide ø, den nordligste af den centrale gruppe af øer på Azorerne. Den ægformede portugisiske ø har et areal på 60,65 km2, en længde på 10 km og en bredde på 7 km. Det er en vulkansk ø, domineret af en 1,6 km bred central caldera (Caldeira) beliggende i sydøst.

## Historie
Ud over de andre øer i Centralgruppen blev Graciosa udforsket af portugisiske navigatører i det første kvartal af det 15. århundrede, selvom der ikke eksisterer nogen beretninger om den første observation af øen. Den 2. maj 1450 er ofte blevet omtalt som datoen for øens "opdagelse", selvom der ikke findes nogen dokumentation for denne dato. Paradoksalt nok er det klart, at i 1440, efter ordre fra Prins Henrik Søfareren, blev kvæg og svin bosat på øen for at lette koloniseringen.
På samme måde er det uklart navnene på de første bosættere, der koloniserede øen, selvom omkring 1450 de første kolonister sandsynligvis var slaver (formelle registre fandtes ikke på det tidspunkt). Den første gruppe kendte nybyggere, blev ledet af Vasco Gil Sodré, en tidligere beboer i Montemor-o-Velho, som ankom fra Terceira ledsaget af sin familie og tjenere omkring midten af 1450'erne. Det var denne pioner, der indviede den officielle fase af kontinuerlig bosættelse på øen.

## Geografi
Graciosa Island er beliggende i den nordvestlige tektoniske struktur kaldet Terceira Rift, orienteret sydøst til nordvest og falder sammen med orienteringen af øgruppen. Tilstedeværelsen af kløften har deformeret Graciosa til en langstrakt oval form 12,5 km lang med 7,5 km bred.
Kysten er ru og stenet, men generelt lav, undtagen i nordvest langs Serra Branca (hvor klipperne er 200 meter høje). Der er to lavvandede bugter, beliggende i sydøst og sydvest svarende til fiskerihavne i henholdsvis Vila da Praia og Folga. Langs den nordøstlige kyst er der flere mindre bugter nær Santa Cruz da Graciosa, der blev brugt som havne, men som nu er forladt, og den ældre hval- og kommercielle havn i Barra, der nu bruges som rekreativ zone.
Det indre af øen er generelt fladt og oversået af talrige vulkanske kegler, med en sydlig del af øen højere i højden. Øen er opdelt i fire geomorfologiske zoner:
- Caldeira-massivet, i den yderste sydøstlige del af øen, der omfatter en velbevaret vulkan og caldera;
- Serra das Fontes, beliggende langs den nordøstlige kyst, en zone af klipper og skrænter dannet af lokal tektonik;
- De vulkanske komplekser Serra Dormida og Serra Branca der optager en tredjedel af den centrale ø, og forvitret af lokal tektonik;
- Santa Cruz-platformen, der ligger på den nordvestlige del af øen, karakteriseret ved et relief, der er let skrånende (ca. 50 meter) og præget af flere vulkanske kegler.

Vulkanismen på Graciosa var overvejende præget af lav eksplosivitet, selvom der forekommer nogle aflejringer, der viser indikationer på forhøjet eksplosivitet i dens geologiske historie. Vulkanismen startede for cirka 600.000 år siden med dannelsen af en skjoldvulkan, som stadig er synlig i det vulkanske kompleks i Serra Branca (den ældste del af øen). Dette blev efterfulgt af perioder med eksplosivitet, relateret til de brydninger, der krydser zonen, og danner talrige kegler, der udgør en stor del af Serra Dormida- og Serra das Fontes-regionen. Typen af vulkanisme ændrede sig radikalt for omkring 350.000 år siden med dannelsen af den centrale vulkan (og senere caldera) forbundet med et andet magmakammer, hvilket resulterede i større eksplosivitet og gav anledning til tykke plader af pimpsten, der lagde Serra Branca. Dannelsen af Santa Cruz-platformen kommer fra den nyere geologiske vulkanisme, der er forbundet med lavere eksplosive basaltiske udbrud, hvilket resulterer i adskillige kegler og underjordiske aflejringer, der dækker øens centrum og nordlige dele. Denne fase udviklede sig mod sydøst og dannede Caldera-massivet og mange af øerne og ubådsbjergene langs kysten. Den sidste fase af Graciosas geologiske historie fandt sted for 2.000 år siden og dannede Pico Timão og de basaltiske strømme, der er placeret i de omkringliggende områder.

### Biosfærereservat
Et område på 107,85 km² har siden 2007 været udpeget til Biosfærereservat i UNESCOs Verdensnetværk af biosfærereservater.

## Bebyggelser
Området Graciosa Island består af en kommune, Santa Cruz da Graciosa (4.780 indbyggere i 2001), opdelt i fire civile sogne.

### Transport
Øen betjenes af Graciosa-lufthavnen (IATA: GRW, ICAO: LPGR), som ligger langs den nordlige kyst, samt daglig færgeforbindelse med Atlanticoline, Azorernes passager- og fragtservice.

## Arkitektur
Øen Graciosa er oversået af historiske bygninger og strukturer, der har skabt øens historie, gennem dens tidlige opdagelse til midten af Estado Novo- æraen. Ud over bykernen Santa Cruz da Graciosa, som blev klassificeret af IGESPAR som en gruppe af offentlig interesse (portugisisk: Núcleo urbano da vila de Santa Cruz da Graciosa/Zona Classificada da Vila de Santa Cruz da Graciosa),  der er andre bygninger, herunder impérios, vindmøller og strukturer, der bruges i det daglige liv, som blev vedligeholdt i en eller anden form, herunder følgende:
- Fyrtårnet i Carapacho/Ponta da Resting ( portugisisk: Farol do Carapacho/Ponta da Restinga )
- Fyrtårnet i Ponta da Barca ( portugisisk: Farol da Ponta da Barca )
- Bolig for generalkaptajnerne ( portugisisk: Casa dos Capitães-mores )

### Religiøse
- Nossa Senhora da Luz kirke ( portugisisk: Igreja de Nossa Senhora da Luz )
- Santa Cruz da Graciosa-kirken ( portugisisk: Igreja de Santa Cruz da Graciosa )
- Eremitage af Nossa Senhora da Ajuda ( portugisisk: Ermida de Nossa Senhora da Ajuda )
- Eremitage af Nossa Senhora da Guia ( portugisisk: Ermida de Nossa Senhora da Guia )